# Брукс, Скотт
Скотт Уильям Брукс (англ. Scott William Brooks; род. 31 июля 1965 года в Френч-Кэмп, Калифорния, США) — американский профессиональный баскетболист, выступавший в НБА и тренер. В настоящее время работает помощником главного тренера клуба НБА «Лос-Анджелес Лейкерс». В 2010 году, когда Брукс возглавлял клуб «Оклахома-Сити Тандер», он был признан тренером года в НБА.

## Карьера баскетболиста
После того как Брукса не выбрали на драфте 1987 года, он дебютирует в Континентальной баскетбольной ассоциации (КБА) в команде «Albany Patroons». Он был выбран в сборную новичков КБА. Позже он играл за «Flames» из Фресно во Всемирной баскетбольной лиги.

### Карьера в НБА
Брукс сыграл десять сезонов (1988—1998) в НБА, выступал за «Филадельфия Севенти Сиксерс», «Миннесота Тимбервулвз», «Хьюстон Рокетс», «Даллас Маверикс», «Нью-Йорк Никс» и «Кливленд Кавальерс». В сезоне 1998/1999 подписал контракт с «Лос-Анджелес Клипперс», но просидел весь сезон, в связи с травмой правого колена. 19 февраля «Клипперс» отказался продлевать контракт с Бруксом, затем повторно подписали во время предсезоннья 1999/2000, но 19 февраля 1999 года снова расторгли контракт. В сезоне 2000/2001 года перешёл в «Лос-Анджелес Старс», где он был помощником тренера и игроком одновременно.

## Тренерская карьера
В настоящее время работает главным тренером в «Оклахома-Сити Тандер», где он сначала занимал должность помощника. Ранее он занимал пост помощника тренера в «Сакраменто Кингз» и «Денвер Наггетс».
В сезоне 2009/2010 Брукс был назван тренером года НБА, после того как Тандер одержали 50 побед, и заняли 8-е место западной конференции в сезоне. В следующем сезоне он довёл команду до финала Западной конференции, где «Тандер» уступили будущему чемпиону «Даллас Маверикс».
11 февраля 2012 года Брукс был выбран главным тренером звёзд Западной конференции на матче всех звёзд 2012 года в Орландо, штат Флорида.
22 апреля 2015 года после того, как «Тандер» впервые за последние шесть сезонов не смогли пробиться в плей-офф, Брукс был уволен с поста главного тренера команды.

## Статистика

### Статистика в НБА
| Сезон                                                                                    | Команда     | Регулярный сезон | Регулярный сезон | Регулярный сезон | Регулярный сезон | Регулярный сезон | Регулярный сезон | Регулярный сезон | Регулярный сезон | Регулярный сезон | Регулярный сезон | Регулярный сезон | Серия плей-офф | Серия плей-офф | Серия плей-офф | Серия плей-офф | Серия плей-офф | Серия плей-офф | Серия плей-офф | Серия плей-офф | Серия плей-офф | Серия плей-офф | Серия плей-офф |
| Сезон                                                                                    | Команда     | GP               | GS               | MPG              | FG%              | 3P%              | FT%              | RPG              | APG              | SPG              | BPG              | PPG              | GP             | GS             | MPG            | FG%            | 3P%            | FT%            | RPG            | APG            | SPG            | BPG            | PPG            |
| ---------------------------------------------------------------------------------------- | ----------- | ---------------- | ---------------- | ---------------- | ---------------- | ---------------- | ---------------- | ---------------- | ---------------- | ---------------- | ---------------- | ---------------- | -------------- | -------------- | -------------- | -------------- | -------------- | -------------- | -------------- | -------------- | -------------- | -------------- | -------------- |
| 1988/89                                                                                  | Филадельфия | 82               | 6                | 16,7             | 42,0             | 35,9             | 88,4             | 1,1              | 3,7              | 0,8              | 0,0              | 5,2              | 3              | 0              | 7,0            | 16,7           | 50,0           | 100,0          | 1,3            | 1,7            | 0,0            | 0,0            | 1,7            |
| 1989/90                                                                                  | Филадельфия | 72               | 1                | 13,5             | 43,1             | 39,2             | 87,7             | 0,9              | 2,9              | 0,7              | 0,0              | 4,4              | 9              | 0              | 11,0           | 31,6           | 42,9           | 66,7           | 0,9            | 1,8            | 0,3            | 0,0            | 2,3            |
| 1990/91                                                                                  | Миннесота   | 80               | 0                | 12,3             | 43,0             | 33,3             | 84,7             | 0,9              | 2,6              | 0,7              | 0,1              | 5,3              | Не участвовал  | Не участвовал  | Не участвовал  | Не участвовал  | Не участвовал  | Не участвовал  | Не участвовал  | Не участвовал  | Не участвовал  | Не участвовал  | Не участвовал  |
| 1991/92                                                                                  | Миннесота   | 82               | 0                | 13,2             | 44,7             | 35,6             | 81,0             | 1,2              | 2,5              | 0,8              | 0,1              | 5,1              | Не участвовал  | Не участвовал  | Не участвовал  | Не участвовал  | Не участвовал  | Не участвовал  | Не участвовал  | Не участвовал  | Не участвовал  | Не участвовал  | Не участвовал  |
| 1992/93                                                                                  | Хьюстон     | 82               | 0                | 18,5             | 47,5             | 41,4             | 83,0             | 1,2              | 3,0              | 1,0              | 0,0              | 6,3              | 12             | 0              | 16,4           | 38,1           | 38,5           | 76,9           | 0,8            | 2,6            | 0,8            | 0,0            | 3,9            |
| 1993/94                                                                                  | Хьюстон     | 73               | 0                | 16,8             | 49,1             | 37,7             | 87,1             | 1,4              | 2,0              | 0,7              | 0,0              | 5,2              | 5              | 0              | 4,6            | 83,3           | 100,0          | 0,0            | 0,4            | 0,6            | 0,0            | 0,0            | 2,2            |
| 1994/95                                                                                  | Хьюстон     | 28               | 0                | 6,6              | 53,8             | 47,1             | 85,7             | 0,5              | 0,8              | 0,3              | 0,0              | 3,4              | Не участвовал  | Не участвовал  | Не участвовал  | Не участвовал  | Не участвовал  | Не участвовал  | Не участвовал  | Не участвовал  | Не участвовал  | Не участвовал  | Не участвовал  |
| 1994/95                                                                                  | Даллас      | 31               | 0                | 20,1             | 43,3             | 32,7             | 79,3             | 1,7              | 3,0              | 0,8              | 0,1              | 7,9              | Не участвовал  | Не участвовал  | Не участвовал  | Не участвовал  | Не участвовал  | Не участвовал  | Не участвовал  | Не участвовал  | Не участвовал  | Не участвовал  | Не участвовал  |
| 1995/96                                                                                  | Даллас      | 69               | 0                | 10,4             | 45,7             | 40,3             | 85,5             | 0,6              | 1,4              | 0,6              | 0,0              | 5,1              | Не участвовал  | Не участвовал  | Не участвовал  | Не участвовал  | Не участвовал  | Не участвовал  | Не участвовал  | Не участвовал  | Не участвовал  | Не участвовал  | Не участвовал  |
| 1996/97                                                                                  | Нью-Йорк    | 38               | 0                | 6,6              | 48,7             | 41,7             | 93,3             | 0,5              | 0,8              | 0,6              | 0,0              | 1,5              | 4              | 0              | 1,8            | 50,0           | -              | 100,0          | 0,0            | 0,0            | 0,0            | 0,0            | 0,8            |
| 1997/98                                                                                  | Кливленд    | 43               | 0                | 7,3              | 42,4             | 45,5             | 90,0             | 0,7              | 1,1              | 0,4              | 0,1              | 1,8              | 1              | 0              | 8,0            | 0,0            | -              | 100,0          | 0,0            | 2,0            | 0,0            | 0,0            | 2,0            |
|                                                                                          | Всего       | 680              | 7                | 13,6             | 45,0             | 37,2             | 84,9             | 1,0              | 2,4              | 0,7              | 0,0              | 4,9              | 34             | 0              | 10,4           | 38,2           | 43,5           | 75,0           | 0,7            | 1,7            | 0,4            | 0,0            | 2,6            |
| Наведите курсор мыши на аббревиатуры в заголовке таблицы, чтобы прочесть их расшифровку. |             |                  |                  |                  |                  |                  |                  |                  |                  |                  |                  |                  |                |                |                |                |                |                |                |                |                |                |                |

### Статистика как тренера в НБА
| Команда          | Сезон            | G   | W   | L   | W–L% | Итог                            | PG | PW | PL | Результат                      |
| ---------------- | ---------------- | --- | --- | --- | ---- | ------------------------------- | -- | -- | -- | ------------------------------ |
| Тандер           | 2008/09          | 69  | 22  | 47  | .319 | 5-й в Северо-Западном дивизионе | —  | —  | —  | В плей-офф не попали           |
| Тандер           | 2009/10          | 82  | 50  | 32  | .610 | 4-й в Северо-Западном дивизионе | 6  | 2  | 4  | Проиграли в 1 круге            |
| Тандер           | 2010/11          | 82  | 55  | 27  | .671 | 1-й в Северо-Западном дивизионе | 17 | 9  | 8  | Проиграли в финале конференции |
| Тандер           | 2011/12          | 66  | 47  | 19  | .721 | 1-й в Северо-Западном дивизионе | —  | —  | -  | Проиграли в финале НБА         |
| Всего за карьеру | Всего за карьеру | 299 | 174 | 125 | .582 |                                 | 23 | 11 | 12 |                                |